# Caracal
|  | Per a altres significats, vegeu «Caracal (gènere)». |

El caracal (Caracal caracal) és una espècie de mamífer de la família dels fèlids.

## Descripció
Els caracals tenen un pelatge que varia en color del marró al vermellós, entre diferents individus. Les seves parts inferiors són blanques i, igual que en els gats daurats africans, estan adornades amb moltes taques petites. El rostre té marques negres sobre els coixinets de bigoti, al voltant dels ulls, per sobre dels ulls i lleugerament per sota del centre del cap i del nas. Els trets característics del caracal són les seves orelles allargades i encatifades de pèls negres i llargs. Les potes són relativament llargues, amb les del darrere són desproporcionadament altes i ben musculades. La cua és curta. El color dels ulls varia del daurat o de coure al verd o gris. S'han informat d'individus melànics, encara que són extremadament rars. Els joves es diferencien per l'encatifat més curts de les seves orelles i pels ulls blaus.
Les femelles són generalment més lleugeres que els mascles. Les femelles pesen fins a 13 quilos, mentre que els mascles poden arribar als 20, encara que és possible que una femella gran pesi més que un mascle petit. Tot i que la cua és curta, segueix representant una part significativa de la longitud total del cos. La longitud de la cua varia de 18 a 34 centímetres, mentre que la de la resta del cos oscil·la entre 62 i 91. Fins i tot el caracal adult més petit és més gros que la majoria dels gats domèstics.

## Distribució i hàbitat
El caracal està distribuït a bona part d'Àfrica i el centre i el sud-oest asiàtic. Les poblacions del nord d'Àfrica estan desapareixent, tot i que encara són abundants en altres regions del continent. Els límits de la seva zona de distribució són el desert del Sàhara i el cinturó de selva equatorial de l'Àfrica occidental i central. A Sud-àfrica i Namíbia, el caracal és tan nombrosos que és exterminat com a animal molest. Les poblacions asiàtiques són menys denses que les d'Àfrica i estan en més perill. L'àrea de distribució històrica de caracal coincideix amb la dels guepards i ambdós coincideixen amb la distribució de diverses gaseles petites del desert. Hi ha poca o cap superposició amb la distribució dels seus aliats, els gats daurats africans. No obstant això, els seus altres aliats, els servals, comparteixen una porció important de la seva distribució amb el caracal. El gat salvatge (Felis sylvestris), concretament les subespècies Felis silvestris lybica (d'Àfrica) i Felis silvestris ornata (d'Àsia), també comparteix bona part de la seva distribució amb el caracal.
Els caracal viuen en diversos hàbitats com són boscos, matollars, planes i turons rocosos, encara que prefereixen els límits d'hàbitats, especialment zones de transició entre boscos i pastures. Se'l pot trobar a elevacions de més de 3.000 metres a les muntanyes d'Etiòpia. Prefereixen un clima àrid amb una cobertura mínima de fullatge. En comparació amb els servals, els caracals poden tolerar condicions molt més seques. No obstant això, poques vegades viuen a deserts o ambients tropicals. A l'Àsia, els caracals vegades es troben als boscos, fet poc comú a les poblacions africanes.

## Comportament
Els caracals són solitaris, excepte durant el període d'aparellament i cria dels joves. Ambdós sexes són territorials i mantenen actiu un àmbit territorial. Encara que principalment nocturns, es poden veure de dia, especialment a les regions sense alteracions. Tot i que són terrestres, també són escaladors experts i tenen actituds tenaces. S'ha sabut que un sol caracal pot espantar depredadors fins al doble de la seva mida. El moment de caçar ve determinat generalment per l'activitat de la presa, encara que el caracal caça més sovint de nit. És un caçador àgil, conegut per capturar ocells que volen baix.

## Dieta
Igual que totes les altres espècies de la família dels fèlids, els caracals són estrictament carnívors. La major part de la seva dieta es compon de damans, llebres, rosegadors, antílops, micos petits i ocells. Els coloms i perdius en particular, són estacionalment importants. El redunca de muntanya, la gasela comuna, el pioc salvatge Kori, les gaseles de muntanya, l'antílop girafa i el raficer de Sharpe, són exemples concrets del que el caracal pot caçar. Els caracals poden menjar alguns rèptils, encara que no són un component comú de la seva dieta. Els components bàsics de la dieta varien amb la geografia. Per exemple, una individu a l'Àfrica pot consumir animals més grans com ara ungulats, mentre que un gat d'Àsia pot consumir només petits vertebrats, com rosegadors. De vegades també cacen bestiar.
Encara que els caracals són coneguts pels seus salts espectaculars per caçar ocells al vol, els mamífers constitueixen més de la meitat de la seva dieta en tots els seus hàbitats. Únics entre els felins de la seva mida, els caracals poden capturar preses dos o tres vegades més grans que ells. Les petites preses com els damans són morts amb una mossegada al clatell, mentre que les grans preses com les gaseles, són mortes amb una mossegada a la gola fins que les ofeguen. A diferència dels lleopards, els caracals rarament pugen a les seves preses als arbres. En ambients no pertorbats, els caracals cobreixen de terra les preses inacabades i tornen regularment per alimentar-se fins que aquesta s'esgota.

## Reproducció
Abans que comenci l'aparellament, la femella atrau i notifica al mascle qu vol aparellar-se per mitjà de senyals químics a l'orina. També s'ha descrit una mena de crit, semblant a la tos, com a mètode d'atracció. S'ha observat que els caracals utilitzen diverses formes diferents d'aparellar-se. Quan una femella és festejada per diversos mascles, aquests poden lluitar per aparellar-se amb ella o ella pot triar la parella, preferint els més grans i vells als més joves i petits. L'aparellament pot tenir lloc amb diversos individus en el transcurs d'una setmana, fet que succeeix gairebé sempre. Quan una femella tria company, la parella pot passar junta fins a un màxim de quatre dies, durant els quals la còpula, que té una durada de menys de cinc minuts de mitjana, es produeix múltiples vegades. Per l'acoblament, la femella es col·loca en posició lordòtica.
Encara que ambdós sexes assoleixen la maduresa sexual entre els 7 i els 10 mesos, la primera còpula amb èxit es produeix al voltant dels 14 o 15 mesos d'edat. Alguns biòlegs creuen que aquesta maduresa sexual és deguda a la seva massa corporal d'entre 7 i 9 quilograms. Les femelles presenten comportaments de zel durant entre 3 i 6 dies, però el cicle dura realment el doble de temps. Una femella pot entrar en zel durant qualsevol moment de l'any. Una hipòtesi per explicar els hàbits de reproducció del caracal és la «utilització» d'una estratègia oportunista. Aquesta estratègia és controlada per l'estat nutricional de la femella. Quan una femella experimenta un moment àlgid en la seva nutrició, el qual pot varia segons la regió on viu, entrarà en zel. Això explica el nombre màxim de naixements entre octubre i febrer en algunes regions. Les femelles no poden tenir més d'una ventrada per any, a causa del temps que dedica a les cries i l'absència de cicle estral després del part. La gestació dura entre 68 i 81 dies, després dels quals, la femella donarà a llum entre un i sis gatets. A la natura, en general neixen més de 3 gatets, mentre que en captivitat, el nombre és més probable que sigui més gran i rarament de fins a 6.
La dedicació parental té un paper important en el comportament reproductiu dels cadells quan són adults. El temps que una mare passa amb els seus gatets (i la manca combinada de zel després del part), limita les femelles a una ventrada per any. Una vegada que els joves són concebuts, els mascles no juguen cap paper directe o indirecte en la cura dels petits. Les femelles inverteixen molt de temps i energia en les seves cries. Sovint les mares trien cavitats als arbres, coves o caus abandonades, per a donar a llum i per a protegir els gatets durant les primeres quatre setmanes del desenvolupament postnatal. Després del primer mes, la mare pot canviar de lloc a les seves cries contínuament. Al voltant d'aquesta edat, els gatets comencen a jugar i a menjar carn i tot i que la cria continua fins que els gatets tenen al voltant de 15 setmanes d'edat, la veritable independència no es produeix fins a 5 o 6 mesos més tard.

## Esperança de vida
No s'ha informat de dades fiables de la longevitat del caracal a la natura. Com en altres fèlids, si són ben cuidats, els individus en captivitat poden viure significativament més temps que els seus parents salvatges. El caracal pot viure al voltant dels 20 anys en captivitat, amb una màxima longevitat registrada de 20,3 anys, en una femella nascuda a la natura i criada en captivitat.

## Comunicació
Mai no s'ha fe un estudi complet de la comunicació del caracal. La majoria de la informació prové d'individus en captivitat. Igual que altres fèlids, els caracals tenen uns sentits de l'oïda i la vista ben desenvolupats. Encara que el serval destaca per una increïble capacitat auditiva, el caracal també pot detectar petites preses amb un so sol. Quan detecten la presa, utilitzen la seva aguda vista per localitzar-la. Es desconeix la funció exacta dels pèls llargs que sobresurten de les orelles. No obstant això, alguns cuidadors especulen que poden ser utilitzats en la comunicació interespecífica. Si aquest fos el cas, aquesta comunicació social es veuria limitada pel caràcter solitari de l'animal. En captivitat, els caracals són coneguts per les seves vocalitzacions crispants. Aquests animals es comuniquen amb una sèrie de grunyits, xiulets i miols. S'ha observat comunicació tàctil durant els períodes d'aparellament en combats i abraçades. Una parella potencial se sent atreta per senyals olfactius. Els canvis hormonals en la femella, donen com a resultat un canvi en la composició de l'orina. Quan la femella està a punt per aparellar-se, diposita l'orina en diversos llocs per atraure els mascles i una olor que aquests poden percebre a través de l'òrgan vomeronasal els atrau.

## Depredadors
El camuflatge és una defensa primària contra els depredadors. Quan se senten amenaçats en els seus hàbitats oberts preferits, romanen estirats a terra i el seu pelatge actua com a camuflatge. Les seves habilitats grimpadores també els permeten fugir de grans depredadors. Els seus principals depredadors són el lleó, el lleopard i les hienes.

## Relacions amb humans
La caça de bestiar petit ha estat la causa de l'extermini de milers de caracals anualment. Aquest fet es produeix especialment a Sud-àfrica i Namíbia, on s'han iniciat programes de control de depredadors. Fins i tot amb diversos programes de control tenint lloc alhora, els caracals recolonitzen ràpidament les terres agrícoles. A l'Índia i Pèrsia, els caracals foren entrenats per caçar aus de caça i cérvols. D'aquesta manera, els caracals donaven aliment i entreteniment. La carn i la pell serveixen d'aliment i altres beneficis als natius de l'oest i el centre d'Àfrica. Per sort pels caracals, la demanda de pell és molt baixa.

## Estat de conservació
La principal amenaça pels caracals és la pèrdua d'hàbitat al nord, centre i oest d'Àfrica i a l'Àsia. La CITES situa les poblacions asiàtiques dins l'Apèndix I i les altres a l'Apèndix II. Això vol dir que les poblacions asiàtiques no s'han de vendre per cap motiu comercial, però que es permet el comerç per motius relacionats amb la recerca científica. L'Appendix II dicta que el comerç d'aquests animals serà controlat per la concessió de permisos, en el cas que no afectin negativament l'espècie implicada.

## Subespècies
| Subespècie                                         | Distribució geogràfica                                 |
| -------------------------------------------------- | ------------------------------------------------------ |
| Caracal caracal algira (Wagner, 1841)              | Damaraland (Namíbia)                                   |
| Caracal caracal caracal (Schreber, 1776)           | Des del Sudan fins a la Província del Cap (Sud-àfrica) |
| Caracal caracal damarensis (Roberts, 1926)         | Àfrica del Nord                                        |
| Caracal caracal limpopoensis (Roberts, 1926)       | Nord del Transvaal i a Botswana                        |
| Caracal caracal lucani (Rochebrune, 1885)          | Gabon                                                  |
| Caracal caracal nubica (J. B. Fischer, 1829)       | Sudan i Etiòpia                                        |
| Caracal caracal poecilotis (Thomas i Hinton, 1921) | Níger i Nigèria                                        |
| Caracal caracal schmitzi (Matschie, 1912)          | Des d'Aràbia fins al centre de l'Índia                 |

## Galeria d'imatges

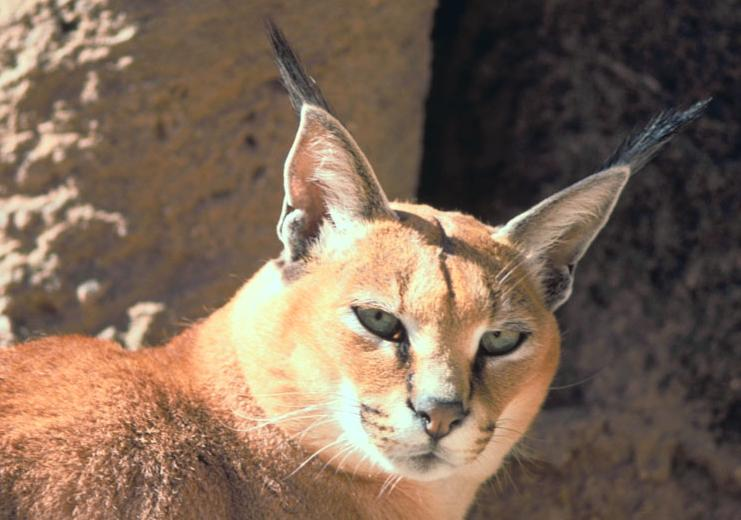
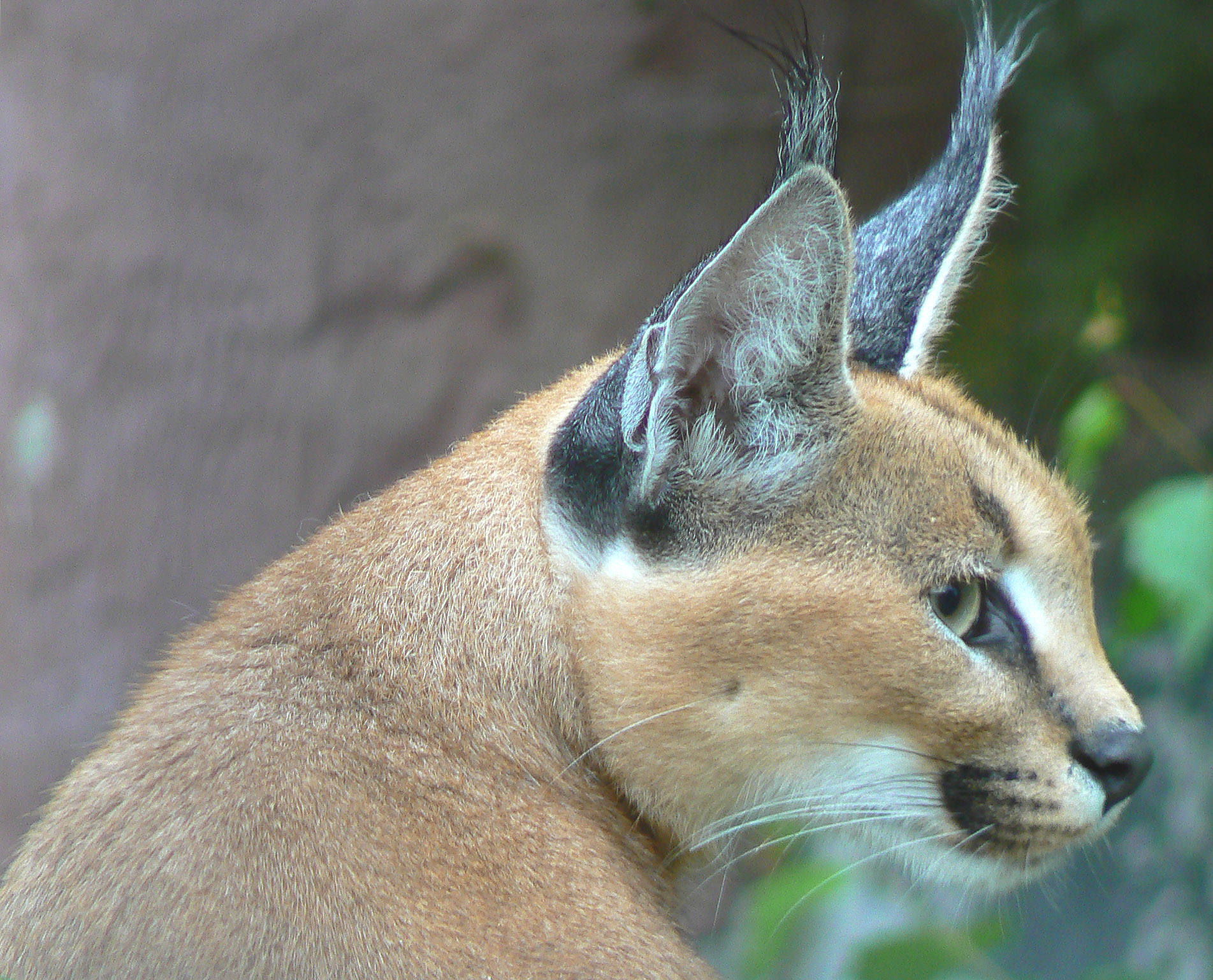
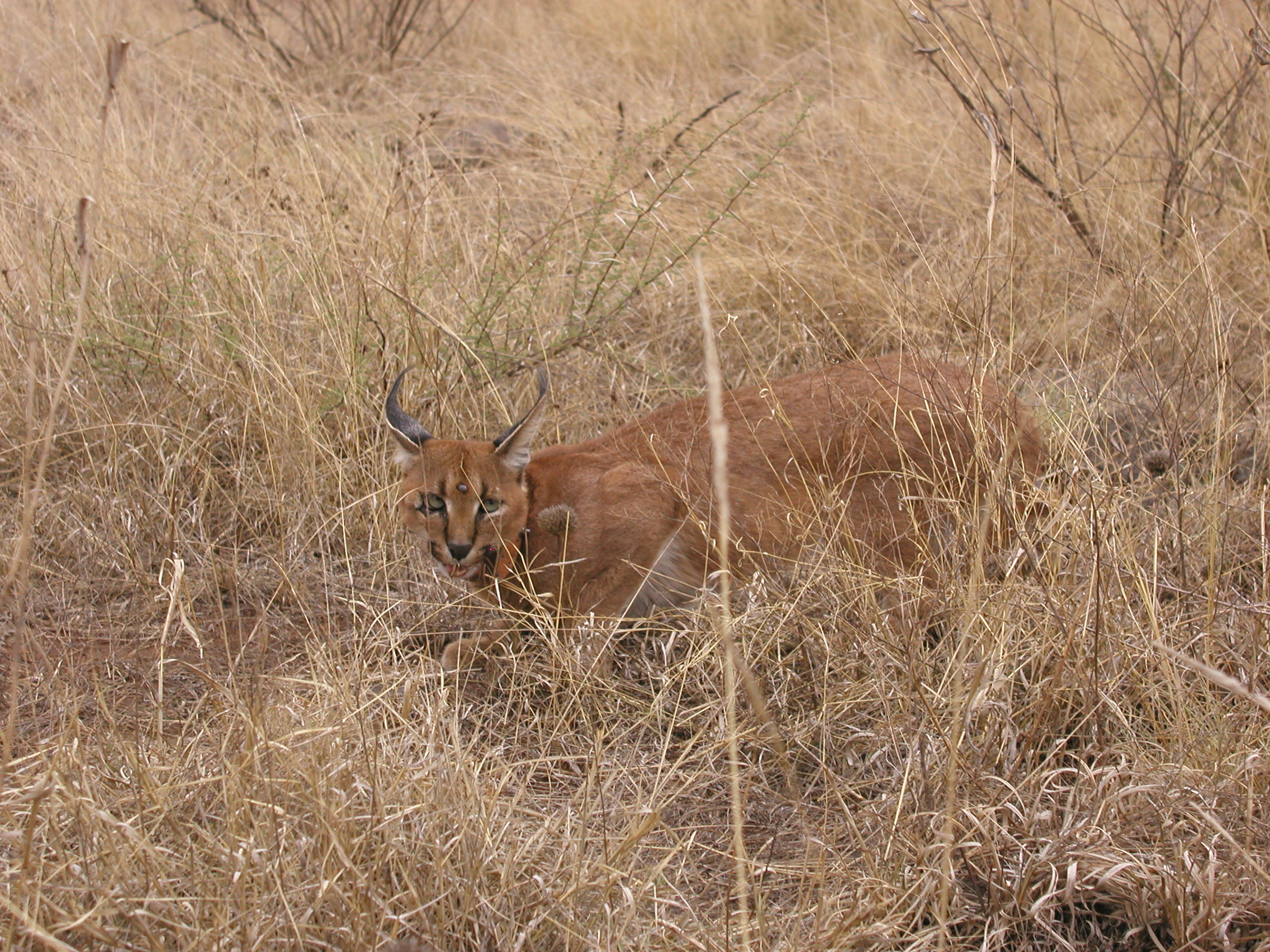
Individu fotografiat a Sud-àfrica